# Rory Hayes
Rory Hayes (Santa Monica, 8 agosto 1949 – San Francisco, 29 agosto 1983) è stato un fumettista statunitense.
La sua opera rientra nella sfera underground, disegnata in uno stile espressionista e primitivista, abbraccia temi come la paranoia, la violenza e l'abuso di droghe.

## Biografia
Mentre Rory era ancora un bambino, la famiglia decise di trasferirsi a San Francisco, dove alla fine mise le sue radici. A quell'età inizia a mostrare comportamenti probabilmente legati a un disturbo di personalità non diagnosticato. Altri hanno suggerito che Hayes potrebbe rientrare nello spettro dell'autismo. Nato con una forma di strabismo nell'occhio sinistro da adulto, ne perderà in gran parte la vista.
Assieme al fratello maggiore Geoffrey si appassiona di cultura pop e fumetti, tra cui Little Lulu, Uncle Scrooge, Sugar and Spike, Dick Tracy e, in seguito , EC Comics. Insieme pubblicano fumetti fatti in casa, incoraggiati dalla madre. Per tutta la loro adolescenza continuano a creare fumetti, film amatoriali e, in seguito, fanzine, tra cui i titoli Rory Monsters and Ghouls e The Dolls Weekly.
Lascia la scuola superiore dopo il secondo anno, poco dopo si trasferisce a New York con il fratello, che aveva cominciato una carriera come illustratore e fumettista. Geoffrey Hayes diventerà un autore di fumetti di successo e artista di libri per bambini. Tornato a San Francisco incontra Gary Arlington. Nell'aprile del 1968 Arlington aprirà una sua compagnia di fumetti, la San Francisco Comic Book Company, il suo piccolo negozio sarebbe diventato un luogo di ritrovo per il movimento del fumetto underground, favorendo molti artisti nel loro percorso verso la pubblicazione. Il piccolo locale, di 18 metri quadrati, divenne uno spazio dove gli artisti si incontravano, discuteva i loro progetti e si scambiavano idee. Hayes lavorerà come impiegato della compagnia che pubblicherà il suo primo fumetto: Bogeyman.
(Robert Crumb)
Bogeyman darà ad Hayes una certa notorietà nella San Francisco di quegli anni, consentendogli di ricevere le prime commissioni. Nel 1969 produce la sua opera più famosa su Cunt Comics, un'esplosione in 24 pagine di disegni violenti, pornografici, misogini, scene grottesche di mutazione sessuale e castrazione (con contributi di Jay Lynch e Kim Deitch). Dal 1969 al 1976, contribuisce regolarmente ad antologie underground come Bijou Funnies, Snatch Comics, Skull, Insect Fear e soprattutto Arcade. In quegli anni inizia a fare uso di droghe, tra cui amfetamine e LSD.
Dal 1976, fino alla sua morte per overdose di droga nel 1983, è stato principalmente pittore paesaggista.
L'influenza di Rory Hayes si può riscontrare nel lavoro di artisti di fumetti underground di seconda generazione come Aline Kominsky-Crumb e Mark Beyer.

## Opere
- (EN)  The Thing in the Room, in Bogeyman Comics n. 1, San Francisco Comic Book Company, San Francisco, 1969.
- (EN)  Bits of Flesh, in Bogeyman Comics n. 1, San Francisco Comic Book Company, San Francisco, 1969.
- (EN)  The Transformation of Dr. Cline, in Bogeyman Comics n. 1, San Francisco Comic Book Company, San Francisco, 1969.
- (EN)  The Creatures in the Tunnels, in Bogeyman Comics n. 1, San Francisco Comic Book Company, San Francisco, 1969.
- (EN)  Change, in Radical American Komiks, Students for a Democratic Society, San Francisco, 1969.
- (EN)  Dear Crusader, in Conspiracy Capers, Skip Williamson, Chicago, 1969.
- (EN)  E-ter-nity, in All Stars n. 2, San Francisco, 1969.
- (EN)  Pober Saltine, in Bijou Funnies n. 2, Print Mint, Chicago, 1969.
- (EN)  Norg and Morg, in Bijou Funnies n. 2, Print Mint, Chicago, 1969.
- (EN)  Granny Crackbaggy in Stoned Again, in Bijou Funnies n. 3, Print Mint, Chicago, 1969.
- (EN)  Title page, in Cunt Comics, Apex Novelties, San Francisco, 1969.
- (EN)  Fuck Suck, in Cunt Comics, Apex Novelties, San Francisco, 1969.
- (EN)  Something to Say, in Cunt Comics, Apex Novelties, San Francisco, 1969.
- (EN)  Cathy Cunt Takes a Cum Shower, in Cunt Comics, Apex Novelties, San Francisco, 1969.
- (EN)  Bertha the Bitch and Co., in Cunt Comics, Apex Novelties, San Francisco, 1969.
- (EN)  Eat Me, Mutha!, in Cunt Comics, Apex Novelties, San Francisco, 1969.
- (EN)  Three Teen-Age Punks Get Ahold of 16 Year Old Gloria and Fuck the Living Shit Out of Her!!!, in Cunt Comics, Apex Novelties, San Francisco, 1969.
- (EN)  Prick Sick, in Cunt Comics, Apex Novelties, San Francisco, 1969.
- (EN)  Evolve, in Bogeyman Comics n. 2, San Francisco Comic Book Company, San Francisco, 1969.
- (EN)  Invitation to Death, in Bogeyman Comics n. 3, San Francisco Comic Book Company, San Francisco, 1970.
- (EN)  Last Hit, in Bogeyman Comics n. 3, San Francisco Comic Book Company, San Francisco, 1970.
- (EN)  Mazor Storn, in Insect Fear n. 2, Print Mint, Chicago, 1970.
- (EN)  The Wrath of Mazor Storn, in Insect Fear n. 2, Print Mint, Chicago, 1970.
- (EN)  The Door is Always Open, in Bogeyman Comics n. 3, San Francisco Comic Book Company, San Francisco, 1970.
- (EN)  The Sunday Bogeyman Times, in Bogeyman Comics n. 4, San Francisco Comic Book Company, San Francisco, 1973.
- (EN)  Teddy Meets the Kootcha Bug, in Occult Laff Parade n. 1, Print Mint, Chicago, 1973.
- (EN)  Nocturnal Rendesvous, in Tales of Sex and Death n. 2, Print Mint, Chicago, 1975.
- (EN)  Bleeorp! Gaggg, in Arcade n. 2, Print Mint, Chicago, 1975.
- (EN)  Freak Circus, in Arcade n. 4, Print Mint, Chicago, 1975.
- (EN)  Terror from the Grave, in Arcade n. 5, Print Mint, Chicago, 1976.
- (EN)  A Dark Night, in Arcade n. 7, Print Mint, Chicago, 1976.
- (EN)  The Keeper of the Mind, in Weirdo n. 12, Last Gasp, San Francisco, 1985.